# Josefina Muriel
Josefina Muriel de la Torre (Ciudad de México, 2 de febrero de 1918 - ibídem, 30 de enero de 2008) fue una escritora, historiadora, investigadora, bibliófila y académica mexicana. Se especializó en la historia del mundo femenino y religioso de la época de la Nueva España.

## Estudios
Obtuvo una maestría y un doctorado en la Facultad de Filosofía y Letras de la Universidad Nacional Autónoma de México (UNAM) en 1946. Fue discípula de Pablo Martínez del Río, Federico Gómez de Orozco, Antonio Caso, Ignacio Dávila Garibi, Rafael Heliodoro Valle, Rafael García Granados y Manuel Toussaint entre otros.
Fue becaria en 1947 y 1949 por el gobierno de España, realizando estudios e investigaciones en el Archivo General de Indias de Sevilla, además continuó sus estudios en la Universidad de Sevilla en el campo de Historia del Arte Español y en la Universidad de Santander en los campos de Filosofía de la Historia, Arte Hispanoamericano y Literatura Castellana.

## Investigadora y académica
Fue Investigadora Emérita del Instituto de Investigaciones Históricas de la UNAM, además, fue directora interina durante tres períodos. Fue investigadora nivel III del Sistema Nacional de Investigadores. Fue directora del Archivo Histórico del Real Colegio de San Ignacio (Vizcaínas) de 1976 a 1999. Ingresó como miembro de número a la Academia Mexicana de la Historia en 1993, ocupando el sillón 27. Fue miembro de la Academia Hispanoamericana de Ciencias, Artes y Letras desde 1993. Fue nombrada miembro de número de la Real Sociedad Vascongada de los Amigos del País en 1995. Fue fundadora y miembro de la Sociedad Mexicana de Bibliófilos en 2007.
- Premios y distinciones

- Dama de la Orden de Isabel la Católica por el gobierno de España en 1966.
- Investigador Emérito de la Universidad Nacional Autónoma de México en 1990.
- Medalla por 45 años de servicios académicos por la Universidad Nacional Autónoma de México en 1996.
- Medalla al Mérito Histórico Capitán Alonso de León por la Sociedad Neolonesa de Historia Geografía y Estadística en 1996.
- Presea Dama de la Historia en 1998.
- Premio Fundación México Unido en 2002.
- Premio Sor Juan Inés de la Cruz en 2003.[4]

## Obras
Escribió casi veinte libros, ochenta capítulos en libros, cuarenta monografías, artículos en revistas mexicanas y en revistas españolas, entre sus obras destacan:
- Conventos de monjas en la Nueva España (1946).
- Retratos de monjas (1952).
- La sociedad novohispana y sus colegios de niñas. I. Fundaciones del siglo XVI (1955).
- La sociedad novohispana y sus colegios de niñas. II. Fundaciones de los siglos XVII, XVIII y XIX (2005).
- Hospitales de la Nueva España (1956).
- Las indias caciques de Corpus Christi (1963).
- Los recogimientos de mujeres. Respuesta a una problemática social novohispana (1974)
- Cultura femenina novohispana (1982).
- Los vascos en México y su Colegio de las Vizcaínas (1987).
- Las mujeres de Hispanoamérica en la época colonial (1992).
- Crónica del Real Colegio de Santa Rosa de Viterbo (1996).[1]
- La música en las Instituciones Femeninas Novohispanas (2009)

## Reconocimientos
En 2024, Muriel de la Torre fue incluida en el proyecto de la Subdirección General de Archivos Estatales titulado Mujeres Investigadoras en los Archivos Estatales (1900-1970) y que se encuentra en el Portal de Archivos Españoles (PARES). Esta iniciativa fue impulsada por el Ministerio de Cultura con el objetivo de reconocer y poner en valor las contribuciones de aquellas mujeres que desarrollaron investigaciones en los diferentes archivos estatales a principios del siglo XX.